# 帕尔毛约尔
帕尔毛约尔，是匈牙利绍莫吉州所辖的一个村。总面积6.24平方公里，总人口377，人口密度60.4人/平方公里（2011年1月1日）。